# Давньоіндійська мова
Давньоіндійська мова (давньоіндійські мови) — мова (група мов) давніх аріїв, що з'явилися в Північно-Західній Індії в сер. 2-го тис. до н. е. Надалі мова цього народу поширилася по північній і центральній частині півострова Індостан. Її вважають однією з ранніх представниць індоєвропейських мов, що перебуває в найближчій спорідненості з давньоіранськими мовами (авестійською і давньоперською), складаючи разом з ними індоіранську мовну спільність.
Давньоіндійська мова представлена двома літературними формами:
- Ведійська мова — найдавніша
- Санскрит — сформувався в середині 1-го тис. до н. е. на основі ведійської мови

Відомо, що ведійська мова склалася на основі діалектів району Пенджаб, а кодифікація санскриту відбувалася вже в центральній Індії, в долині Гангу. Існуючі, можливо, до того часу інші давньоіндійські діалекти або мови були, ймовірно, витіснені вторинним поширенням центральних середньоіндійських діалектів, бо за даними лексикостатистики всі континентальні індоарійські мови розділилися на рубежі ер. Єдиним виключенням є сингальська (і сформована на її основі мальдивська) мова, предок якої відокремився від центральних діалектів на п'ять століть раніше. Розмовні давньоіндійські діалекти розвинулися в середньоіндійські мови ще під час пізньої ведійської (тому так звані пракритизми зустрічаються вже в ній), що і послужило причиною необхідності кодифікованості санскриту. У якомусь сенсі давньоіндійські мови, упорядкувавши і законсервуваши в цілому мовний стан давньоіндійського періоду, отримали два незалежних продовження — живі середньоіндійські мови (на основі яких склалися пракрити, палі та ін.) і санскрит. Санскрит в жодній мірі не передував середньоіндійським мовам (ні хронологічно, ні структурно), а співіснував з ними, паралельно розвиваючись (активніше — на початку, а потім дуже повільно, в основному лексично). Санскрит — аналогічний латині в середньовіччі, церковнослов'янській мові, бунго в Японії, веньянь в Китаї, класичній арабській і деяким іншим мовам минулого. Взагалі, для індоарійських мов усіх трьох періодів (давнього, середнього і нового) принциповим є наступне протиставлення трьох типів (або рівнів) мов:
1. Жива розмовна мова — присутня у всіх трьох періодах, але тільки для нових індоарійських мов може бути адекватно вивчена; розмовна мова попередніх періодів може бути тільки частково відновлена за даними літературних мов і рідкісних написів. Саме з цього рівня визначаються хронологічні межі періодів — тобто, коли в мові сталися зміни, характерні для наступного періоду, тоді він і настав.
2. «Звичайні» літературні мови — наддіалектні літературні чи поетичні мови (ведійська, пракрити та інші літературні мови, крім санскриту); являють собою в тій чи іншій мірі оброблену розмовну мову, на яку вони продовжують орієнтуватися і спиратися. В цілому слідують хронологічним рамкам, заданим розмовною мовою, але з деяким запізненням або інерцією, що вважається нормальним для літературних мов. Цим пояснюється наявність пракритизмів у ведійській — в розмовній мові вже відбулися середньоіндійські зміни, а поетична мова ще зберігала давньоіндійський лад.
3. Санскрит — «надоброблена» літературна мова, в якій багато правил доведені до логічної досконалості. Структурно являє собою давньоіндійську мову, виникла в середньоіндійський період, але в цілому позахронологічна.

## Типологічна характеристика
Контакти з пракритами призвели, з одного боку, до виникнення багатьох пракритизмів (у пізній ведійській і особливо в санскриті), з іншого — до створення гібридних варіантів на базі пракритських діалектів, які зазнали сильного впливу буддійського санскриту і джайнського санскриту. Поширюючись в Індії, давньоіндійська мова засвоїла ряд особливостей з мов субстрату (дравідійських і мунда). Близькою до давньоіндійської вважається мова мітаннійських аріїв, вживана в ряді власних імен, імен богів, конярських термінів у мовах древніх народів Північного Дворіччя, насамперед у хуритській.